# Данилин, Максим Алексеевич
Макси́м Алексе́евич Дани́лин (род. 13 сентября 2001, Москва) — российский футболист, полузащитник «Родины».

## Клубная карьера
Начал заниматься футболом в СДЮСШОР-44 «Красногвардеец» из родной Москвы. В марте 2012 года Данилина заметили скауты московского «Спартака» и пригласили на просмотр. После удачного просмотра был зачислен в академию «Спартака». Летом 2018 года выпустился из академии и был переведён в молодёжную команду «Спартака». 18 августа 2018 года дебютировал за молодёжный состав в матче 4-го тура молодёжного первенства 2018/19 против «Краснодара» (1:1), в этом матче вышел в стартовом составе и провёл на поле 76 минут. Первый мяч за «молодёжку» забил 6 октября 2018 года в матче 10-го тура молодёжного первенства 2018/19 против «Енисея» (2:1). Всего за молодёжный состав «Спартака» провёл 34 матча и забил 7 мячей.
Летом 2019 года начал привлекаться в фарм-клуб «Спартак-2». 7 июля 2019 года дебютировал за вторую команду в матче 1-го тура первенства ФНЛ 2019/20 против «Балтики» (1:0) выйдя на замену на 84-й минуте матча вместо Солтмурада Бакаева. 13 июля 2019 года в матче 2-го тура первенства ФНЛ 2019/20 против «СКА-Хабаровска» (2:2) забил свой первый мяч за «двойку». 2 октября 2019 года продлил контракт со «Спартаком». В сезоне 2019/20 провёл 12 матчей и забил 2 мяча, а в сезоне 2020/21 провёл 9 матчей.
18 февраля 2021 года перешёл на правах аренды в армянский «Ноа». 4 марта 2021 года дебютировал за «Ноа» в матче 17-го тура чемпионата Армении против «Лори» (0:2) выйдя на замену на 46-й минуте матча вместо Эдуарда Эмсиса. Всего в сезоне 2020/21 провёл за «Ноа» 5 матчей (4 в чемпионате и 1 в кубке). После окончания арендного соглашения вернулся в расположение «Спартака-2».
17 июля 2022 года перешёл в «Родину».

## Карьера в сборной
C 2016 года регулярно вызывался в юношеские сборные России различных возрастов. В 2016—2017 годах провёл 6 матчей и забил 2 мяча за сборную России до 16 лет под руководством Андрея Митина. В 2017 году провёл 1 матч, в котором забил мяч за сборную России до 17 лет под руководством Леонида Аблизина. В 2019 году под руководством Александра Кержакова в составе сборной России до 18 лет провёл 12 матчей и забил 1 мяч, в том же году провёл 3 матча за сборную России до 19 лет.